# Leshan (meteoryt)
Leshan – meteoryt żelazny z grupy IIE, znaleziony 1964 w chińskiej prowincji Syczuan. Całkowita masa meteorytu jaką obecnie dysponuje się wynosi 334 g. Meteoryt Leshan jest jednym z sześciu zatwierdzonych meteorytów znalezionych w tej prowincji.